# Liutij, Vîșhorod
Liutij (în ucraineană Лютіж) este localitatea de reședință a comunei Liutij din raionul Vîșhorod, regiunea Kiev, Ucraina.

## Demografie
Componența lingvistică a localității Liutij
     Ucraineană (97,28%)
     Rusă (2,67%)
     Alte limbi (0,04%)
Conform recensământului din 2001, majoritatea populației localității Liutij era vorbitoare de ucraineană (97,28%), existând în minoritate și vorbitori de rusă (2,67%).